# Ryan Jack
Ryan Jack (* 27. Februar 1992 in Aberdeen) ist ein schottischer Fußballspieler, der zuletzt bei den Glasgow Rangers in der Scottish Premiership spielte.

## Karriere

### Verein
Ryan Jack unterschrieb im Sommer 2008 einen Vertrag beim FC Aberdeen. Für den Verein aus dem Nordosten Schottlands spielte der gelernte Verteidiger in den folgenden zwei Jahren in der Jugend. Ab der Saison 2010/11 kam Jack für die erste Mannschaft des FC Aberdeen zum Einsatz, nachdem er im September 2010 gegen die Glasgow Rangers debütiert hatte. Bereits in der ersten Spielzeit als Profi konnte er sich mit insgesamt 35 Pflichtspieleinsätzen in der Liga sowie den beiden Pokalwettbewerben einen Stammplatz erkämpfen. Das erste Tor als Profi gelang ihm drei Monate später im Januar 2011 gegen Inverness Caledonian Thistle. Im Oktober 2011 unterschrieb er einen neuen Zweijahresvertrag bei den Dons. Im März 2014 konnte er mit seinem Stammverein das Finale im Scottish League Cup 2013/14 gewinnen.
Als Mannschaftskapitän bei den Dons wechselte Jack im Juni 2017 zu den Glasgow Rangers.

### Nationalmannschaft
Ryan Jack gab im Jahr 2007 sein Debüt in der U-16 Altersklasse Schottlands im Spiel gegen Wales. Für diese spielte Ryan Jack bis 2008, bevor er in der U-17 spielte, gefolgt von der U-19 im Jahr 2010. Nach der U-19 spielte Ryan Jack ab 2011 in Schottlands U-21, für die er gegen Norwegen debütierte und gleich einen Treffer erzielen konnte.

## Erfolge

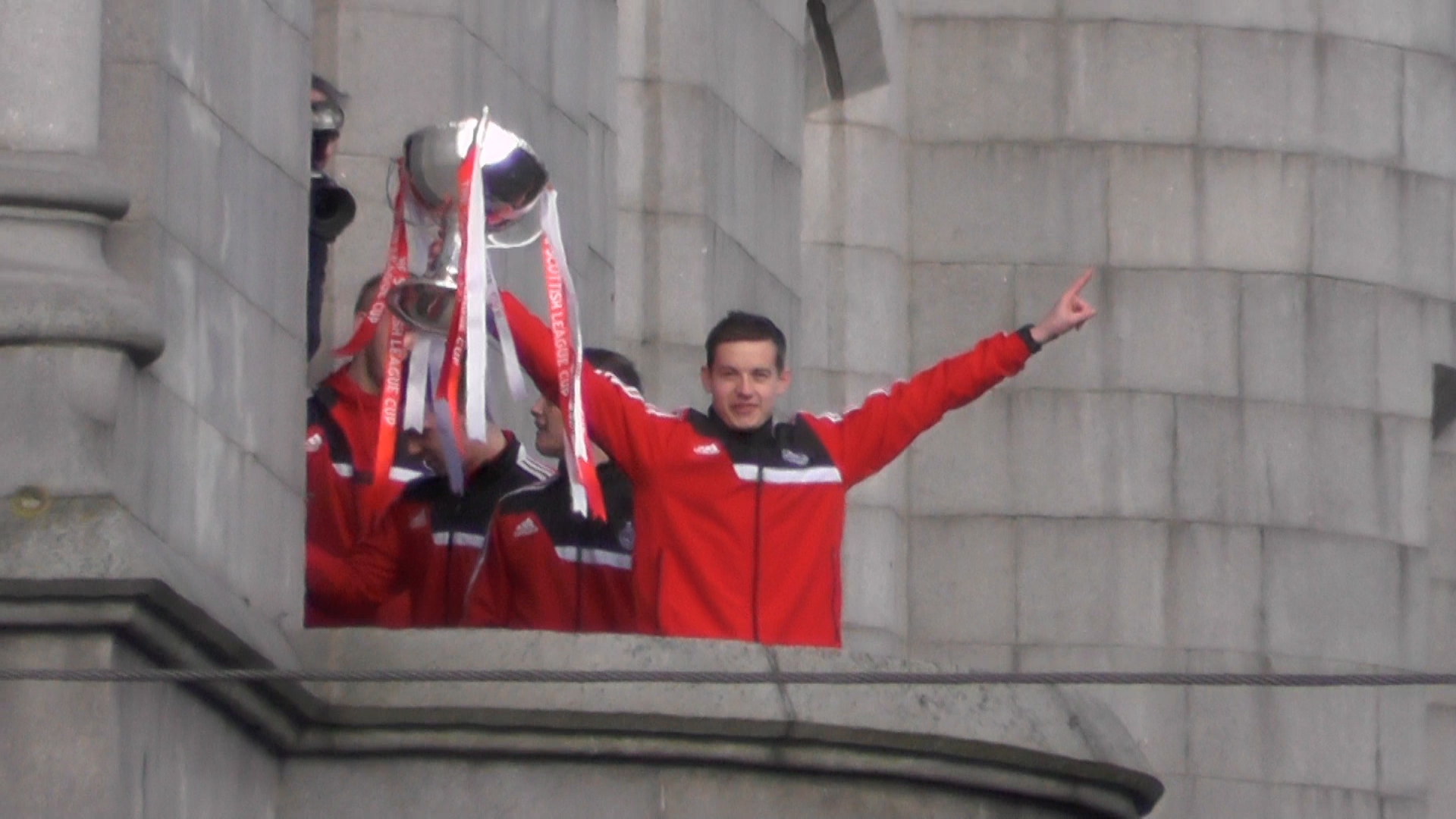
Ryan Jack mit dem Ligapokal

FC Aberdeen
- Scottish League Cup: (1) 2013/14

Glasgow Rangers
- Schottischer Meister: 2021
- Schottischer Pokal: 2022
- UEFA-Europa-League-Finalist: 2022